# 開化異相
『開化異相』（かいかいそう）は、1928年（昭和3年）製作・公開、犬塚稔監督による日本の長篇劇映画、サイレント映画、時代劇の剣戟映画である。

## 略歴・概要
前年の1927年（昭和2年）に『稚児の剣法』でデビューして以来、衣笠映画聯盟と松竹下加茂撮影所が提携製作した林長二郎（のちの長谷川一夫）主演作を4作連作した犬塚稔は、同年の秋には阪東妻三郎が主宰する阪東妻三郎プロダクション太秦撮影所に移籍し、阪東妻三郎主演映画を手がけるようになった。本作は、犬塚の阪妻プロ移籍7作目である。
1928年（昭和3年）10月20日、松竹蒲田撮影所製作による清水宏の現代劇『山彦』を併映に、東京・浅草公園六区の電気館等で公開された。
本作の上映用プリントは、現在、東京国立近代美術館フィルムセンターには所蔵されておらず、マツダ映画社は25分の短縮版を所有している。完全尺ではないが、部分的には鑑賞できる作品である。

## スタッフ・作品データ
クレジットおよびデータは日本映画データベースの本項参照。
- 監督 : 犬塚稔
- 原作 : 玉田喬士
- 脚本 : 大須賀満
- 撮影 : 片岡清

- 製作 : 阪東妻三郎プロダクション太秦撮影所
- 上映時間（巻数 / メートル） : 133分[6]（12巻 / 3,657メートル） / 現存 25分[5]
- フォーマット : 白黒映画 - スタンダードサイズ（1.37:1） - サイレント映画
- 初回興行 : 浅草・電気館

## キャスト
- 阪東妻三郎 - 窪木愼九郎
- 中村吉松 - 村上玄輔
- 春日清 - 官兵監察
- 森静子 - お小夜
- 志賀靖郎 - 御家安
- 梅若礼三郎 - 囚人
- 中村琴之助 - 友造
- 千曲里子 - お林
- 明石清江 - お幾
- 中村政太郎 - 鶴屋仙兵衛
- 宇野健之助 - 茶屋の主人
- 春路謙作 - 大工
- 駒井浅枝 - 町娘

## 註
1. 1 2  犬塚稔、日本映画データベース、2010年3月11日閲覧。
2. ↑  山彦、日本映画データベース、2010年3月11日閲覧。
3. 1 2  開化異相、日本映画データベース、2010年3月11日閲覧。
4. ↑  所蔵映画フィルム検索システム、東京国立近代美術館フィルムセンター、2010年3月10日閲覧。
5. 1 2  主な所蔵リスト 劇映画＝邦画篇、マツダ映画社、2010年3月10日閲覧。
6. ↑  Film Calculator換算結果、コダック、2010年3月11日閲覧。